# Jean-Baptiste Pigalle
Jean-Baptiste Pigalle (París, 27 de febrero de 1714 - París 22 de agosto de 1785 ) fue un escultor francés.

## Biografía
Nacido de una familia de ebanistas, aprende la escultura con Robert Le Lorrain y Jean-Baptiste Lemoyne. Estuvo influenciado sobre todo por Edmé Bouchardon. No consiguió el Premio de Roma, pero sin embargo se trasladó a Italia de 1734 a 1737.
Considerado como un maestro por sus contemporáneos, su obra está a caballo de los periodos barroco y neoclásico.

## Obras

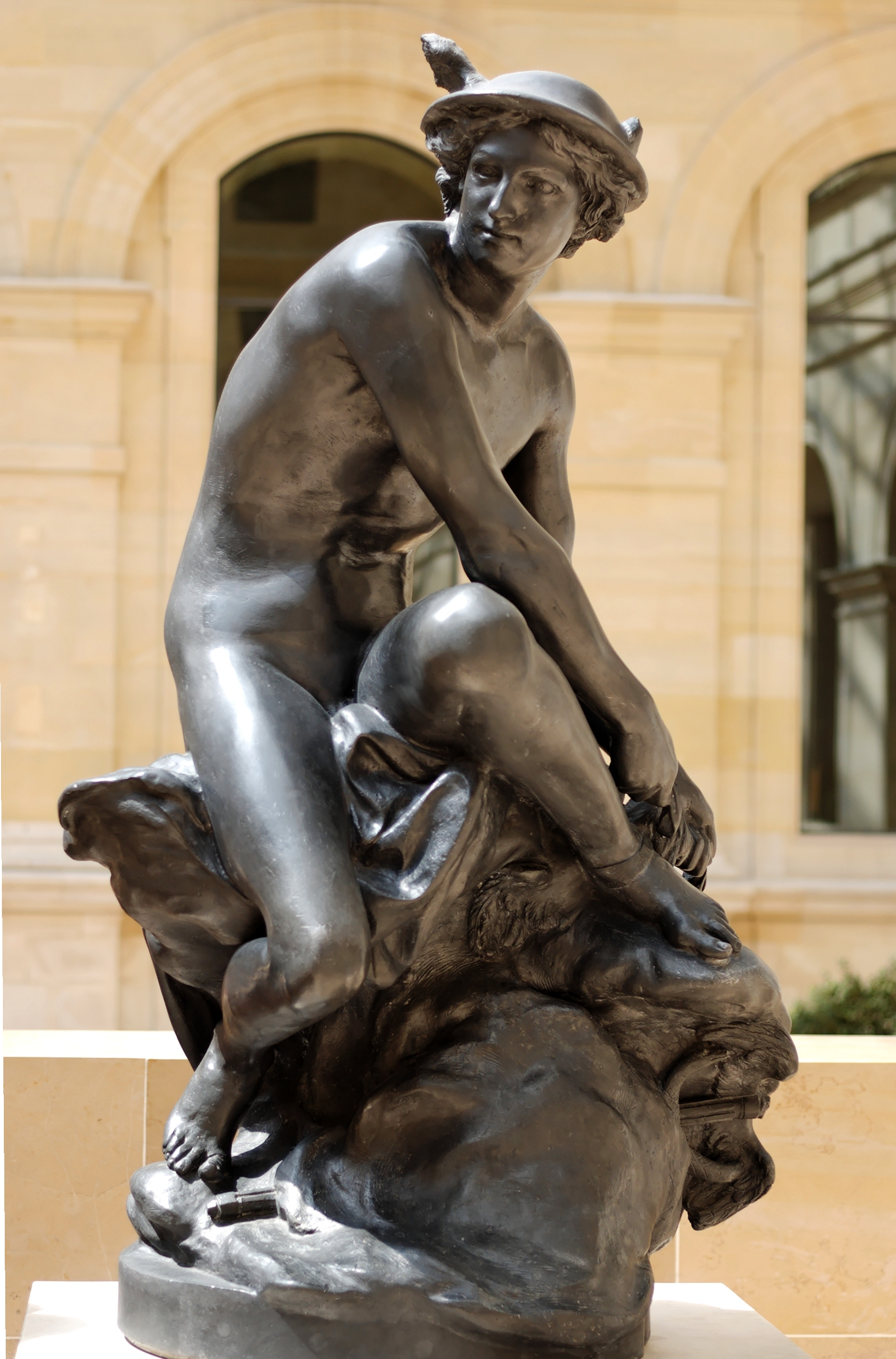
Mercurio atándose las sandalias (Louvre) (1753)
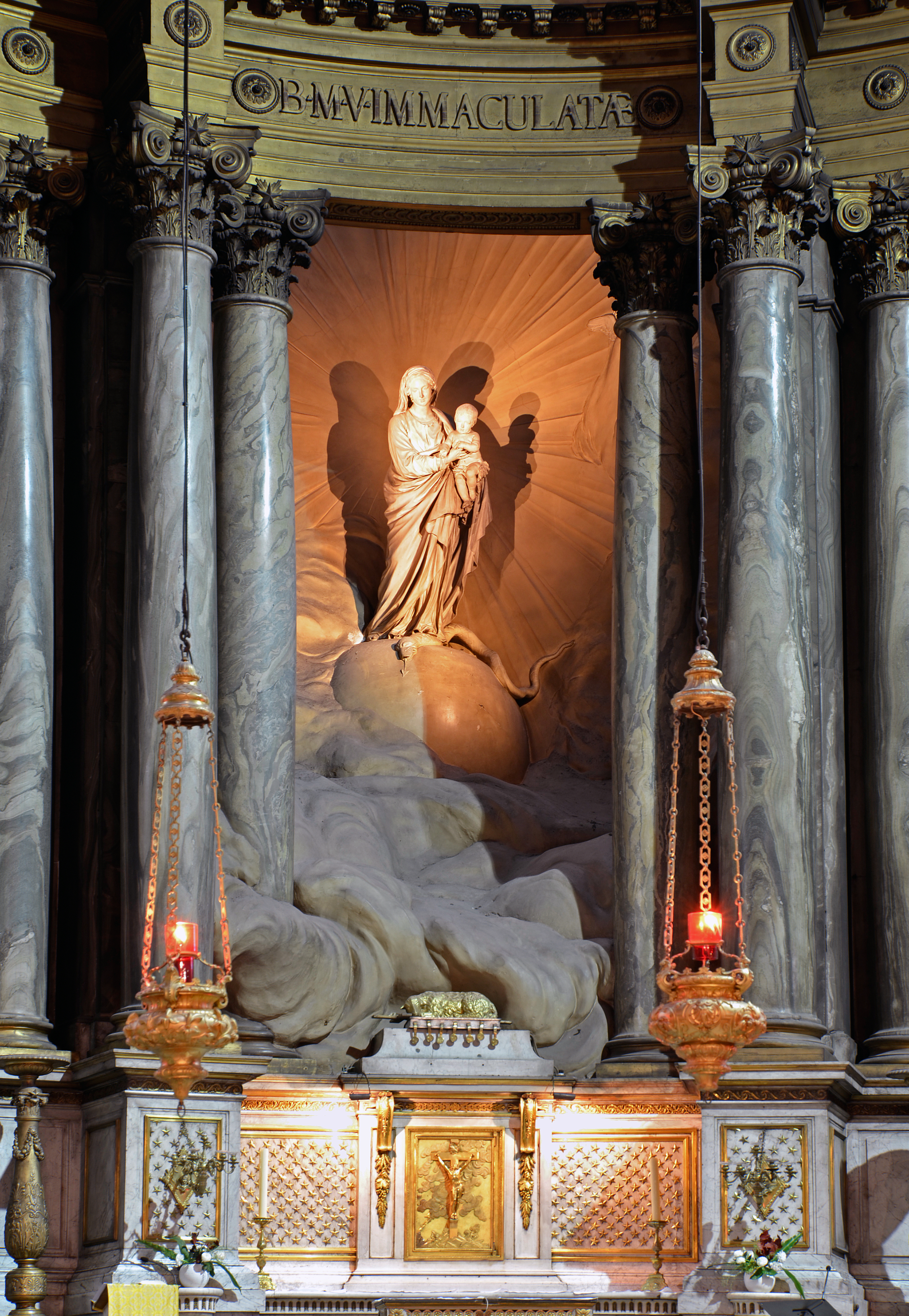
Chapel of the Virgin, Iglesia de Saint-Sulpice, Paris
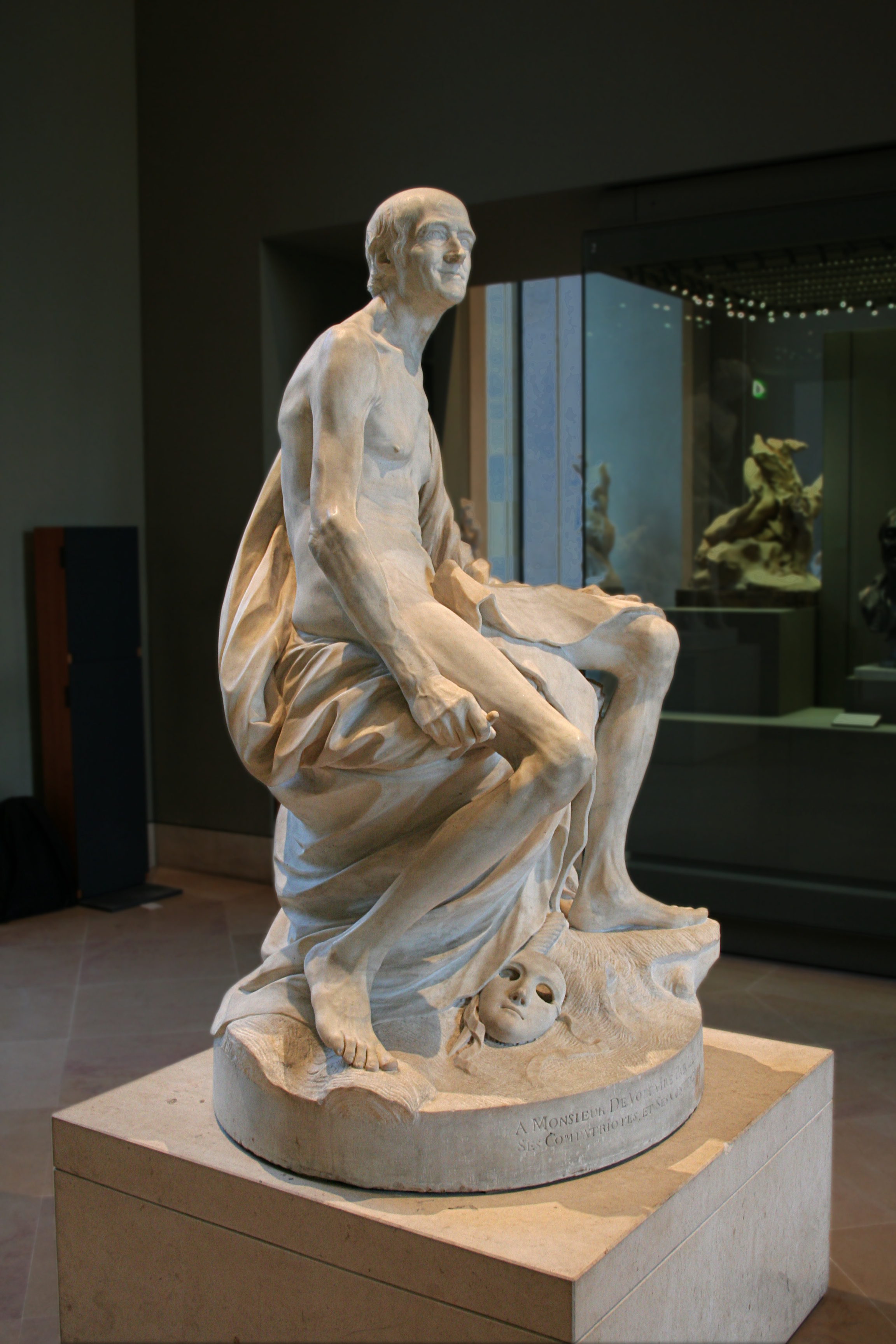
Voltaire desnudo (The Louvre, 1777)
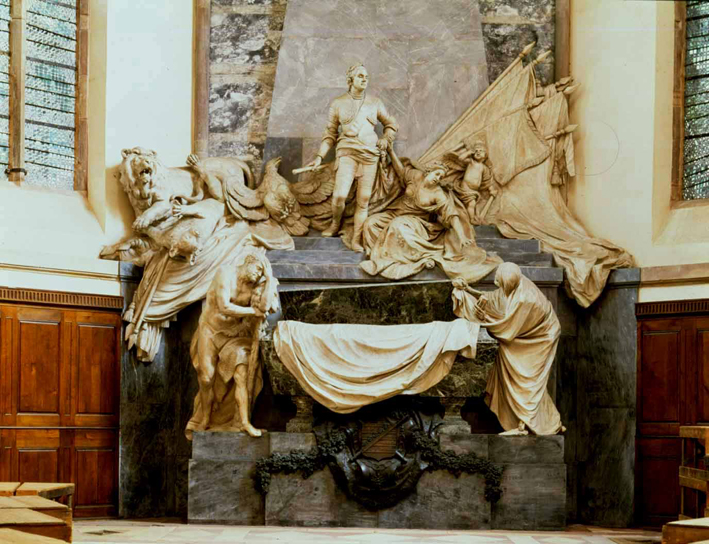
Tumba de  Maurice de Saxe, Iglesia de Santo Tomás Luterano, Estrasburgo (1777)

- Wikimedia Commons alberga una categoría multimedia sobre Jean-Baptiste Pigalle.

- Datos: Q529623
- Multimedia: Jean-Baptiste Pigalle / Q529623